# Diynamic
Diynamic ist ein 2006 gemeinsam von Mladen Solomun und Adriano Trolio gegründetes Plattenlabel aus Hamburg.
Das Label hat häufig seine eigenen Stages auf Festivals, so etwa 2017 auf dem Tomorrowland.

## Künstler
- Solomun
- Stimming
- HOSH
- Kollektiv Turmstrasse
- Adriatique
- NTFO
- DJ Phono
- OST & KJEX
- Karmon
- THYLADOMID
- Magdalena
- Undercatt
- Johannes Brecht
- Lehar
- GHEIST
- Artbat

## Diynamic Festival
Erstmals fand am 18. Mai 2013 das eigene Diynamic Festival im ArenaPark in Amsterdam statt. Seitdem wird es jährlich an unterschiedlichen Orten in Amsterdam veranstaltet. Zusätzlich zu dem Festival in Amsterdam wurde es 2015 in Istanbul und Itajaí sowie 2016 in Florianópolis durchgeführt. 2018 soll das Festival zusätzlich zu Amsterdam noch in Istanbul sowie London stattfinden.